# 전체과학
전체과학(영어: holistic science)은 전체론(영어: holism)적 사고관에 기반한 과학이다. 전체과학은 복잡계를 전체 그대로 연구할 것을 강조하며, 이런 점에서 전체의 일부를 연구하여 전체를 파악하는 전통적 분석과학(= 환원론 과학)과 반대된다고 할 수 있다. 

## 같이 보기
- 창발
- 전체론
- 학제간 연구
- 시스템 사고